# خواکین کوره‌آ
کارلوس خواکین کوره‌آ (اسپانیایی: Carlos Joaquín Correa‎؛ زادهٔ ۱۳ اوت ۱۹۹۴) بازیکن فوتبال اهل آرژانتین است که برای باشگاه فوتبال بوتافوگو در پست مهاجم بازی می‌کند.
از باشگاه‌هایی که در آن بازی کرده‌است می‌توان به استودیانتس، سمپدوریا، سویا و لاتزیو اشاره کرد.

## آمار باشگاهی
تا تاریخ ۲ جولای ۲۰۲۵
| باشگاه             | فصل              | لیگ              | لیگ  | لیگ | جام حذفی | جام حذفی | قاره‌ای | قاره‌ای | دیگر | دیگر | مجموع | مجموع |
| باشگاه             | فصل              | دسته             | بازی | گل  | بازی     | گل       | بازی   | گل     | بازی | گل   | بازی  | گل    |
| ------------------ | ---------------- | ---------------- | ---- | --- | -------- | -------- | ------ | ------ | ---- | ---- | ----- | ----- |
| استودیانتس         | ۲۰۱۰–۱۱          | لیگ برتر         | ۳    | ۰   | ۰        | ۰        | ۰      | ۰      | _    | _    | ۳     | ۰     |
| استودیانتس         | ۲۰۱۱–۱۲          | لیگ برتر         | ۸    | ۰   | ۲        | ۰        | ۰      | ۰      | _    | _    | ۱۰    | ۰     |
| استودیانتس         | ۲۰۱۲–۱۳          | لیگ برتر         | ۲۶   | ۱   | ۳        | ۱        | ۰      | ۰      | _    | _    | ۲۹    | ۲     |
| استودیانتس         | ۲۰۱۳–۱۴          | لیگ برتر         | ۱۶   | ۲   | ۰        | ۰        | ۶      | ۱      | _    | _    | ۲۴    | ۳     |
| مجموع استودیانتس   | مجموع استودیانتس | مجموع استودیانتس | ۵۳   | ۳   | ۵        | ۱        | ۶      | ۱      | _    | _    | ۶۴    | ۵     |
| کالیاری            | ۲۰۱۴–۱۵          | سری آ            | ۶    | ۰   | ۰        | ۰        | _      | _      | _    | _    | ۶     | ۰     |
| کالیاری            | ۲۰۱۵–۱۶          | سری آ            | ۲۵   | ۳   | ۰        | ۰        | ۰      | ۰      | _    | _    | ۲۵    | ۳     |
| مجموع کالیاری      | مجموع کالیاری    | مجموع کالیاری    | ۳۱   | ۳   | ۰        | ۰        | ۰      | ۰      | _    | _    | ۳۱    | ۳     |
| سویا               | ۲۰۱۶–۱۷          | لالیگا           | ۲۶   | ۴   | ۴        | ۳        | ۳      | ۱      | ۱    | ۰    | ۳۴    | ۸     |
| سویا               | ۲۰۱۷–۱۸          | لالیگا           | ۲۱   | ۱   | ۸        | ۵        | ۱۰     | ۱      | _    | _    | ۳۹    | ۷     |
| مجموع سویا         | مجموع سویا       | مجموع سویا       | ۴۷   | ۵   | ۱۲       | ۸        | ۱۳     | ۲      | ۱    | ۰    | ۷۳    | ۱۵    |
| لاتزیو             | ۲۰۱۸–۱۹          | سری آ            | ۳۴   | ۵   | ۴        | ۲        | ۶      | ۲      | _    | _    | ۴۴    | ۹     |
| لاتزیو             | ۲۰۱۹–۲۰          | سری آ            | ۳۰   | ۹   | ۱        | ۰        | ۳      | ۱      | ۱    | ۰    | ۳۵    | ۱۰    |
| لاتزیو             | ۲۰۲۰–۲۱          | سری آ            | ۲۸   | ۸   | ۲        | ۰        | ۸      | ۳      | _    | _    | ۳۸    | ۱۱    |
| مجموع لاتزیو       | مجموع لاتزیو     | مجموع لاتزیو     | ۹۲   | ۲۲  | ۷        | ۲        | ۱۷     | ۶      | ۱    | ۰    | ۱۱۷   | ۳۰    |
| اینتر میلان (قرضی) | ۲۰۲۱–۲۲          | سری آ            | ۲۶   | ۶   | ۴        | ۰        | ۵      | ۰      | ۱    | ۰    | ۳۶    | ۶     |
| اینترمیلان         | ۲۰۲۲–۲۳          | سری آ            | ۲۶   | ۳   | ۴        | ۰        | ۹      | ۱      | ۱    | ۰    | ۴۰    | ۴     |
| اینترمیلان         | ۲۰۲۴–۲۵          | سری آ            | ۱۹   | ۲   | ۳        | ۰        | ۰      | ۰      | ۰    | ۰    | ۲۲    | ۲     |
| مجموع اینترمیلان   | مجموع اینترمیلان | مجموع اینترمیلان | ۷۱   | ۱۱  | ۱۱       | ۰        | ۱۴     | ۱      | ۲    | ۰    | ۹۸    | ۱۲    |
| مارسی (قرضی)       | ۲۰۲۳–۲۴          | لیگ ۱            | ۱۲   | ۰   | ۰        | ۰        | ۷      | ۰      | ۰    | ۰    | ۱۹    | ۰     |
| مجموع مارسی        | مجموع مارسی      | مجموع مارسی      | ۱۲   | ۰   | ۰        | ۰        | ۷      | ۰      | ۰    | ۰    | ۱۹    | ۰     |
| بوتافوگو           | ۲۰۲۵             | سری آ            | ۰    | ۰   | ۰        | ۰        | ۰      | ۰      | ۲    | ۰    | ۲     | ۰     |
| مجموع بوتافوگو     | مجموع بوتافوگو   | مجموع بوتافوگو   | ۰    | ۰   | ۰        | ۰        | ۰      | ۰      | ۲    | ۰    | ۲     | ۰     |
| مجموع آمار         | مجموع آمار       | مجموع آمار       | ۳۰۶  | ۴۴  | ۳۵       | ۱۱       | ۵۷     | ‌۱۰     | ۶    | ۰    | ۴۰۴   | ۶۵    |

## افتخارات

### باشگاهی
لاتزیو
- جام حذفی فوتبال ایتالیا(۱): ۱۹–۲۰۱۸
- سوپر جام فوتبال ایتالیا(۱): ۲۰۱۹

اینتر میلان
- جام حذفی فوتبال ایتالیا(۲): ۲۲–۲۰۲۱، ۲۳–۲۰۲۲
- سوپر جام فوتبال ایتالیا(۲): ۲۰۲۱، ۲۰۲۲
- لیگ قهرمانان اروپا: ۲۳–۲۰۲۲، ۲۵–۲۰۲۴ (نایب‌قهرمان)

### ملی
آرژانتین
- کوپا آمریکا(۱): ۲۰۲۱
- جام قهرمانان کونمبول–یوفا(۱): ۲۰۲۲

## آمار ملی

### گل‌های ملی
| شماره | تاریخ          | میزبان       | بازی ملی | حریف    | نتیجه | رقابت                  |
| ----- | -------------- | ------------ | -------- | ------- | ----- | ---------------------- |
| ۱     | ۱۳ ژوئن ۲۰۱۷   | سنگاپور      | ۲        | سنگاپور | ۶–۰   | دوستانه                |
| ۲     | ۱۳ اکتبر ۲۰۲۰  | لاپاز        | ۵        | بولیوی  | ۲–۱   | مقدماتی جام جهانی ۲۰۲۲ |
| ۳     | ۲ سپتامبر ۲۰۲۱ | سن کریستوبال | ۱۰       | ونزوئلا | ۳–۱   | مقدماتی جام جهانی ۲۰۲۲ |
| ۴     | ۱۶ نوامبر ۲۰۲۰ | ابوظبی       | ۲۰       | امارات  | ۵–۰   | دوستانه                |

### بازی‌های ملی
تا تاریخ ۱۶ نوامبر ۲۰۲۲
| آرژانتین | آرژانتین | آرژانتین |
| سال      | بازی     | گل       |
| -------- | -------- | -------- |
| ۲۰۱۷     | ۳        | ۱        |
| ۲۰۱۹     | ۱        | ۰        |
| ۲۰۲۰     | ۱        | ۱        |
| ۲۰۲۱     | ۱۱       | ۱        |
| ۲۰۲۲     | ۴        | ۱        |
| مجموع    | ۲۰       | ۴        |

## عملکرد ملی
کوره‌آ اولین بازی ملی خود را برای تیم ملی فوتبال آرژانتین در ۹ ژوئن ۲۰۱۷ انجام داد و در برتری ۱ بر صفر تیمش مقابل تیم ملی فوتبال برزیل در ملبورن به پیروزی رسید. در ۱۳ ژوئن، او اولین گل ملی خود را در برد دوستانه ۶–۰ خارج از خانه مقابل تیم ملی فوتبال سنگاپور به ثمر رساند. او بخشی از تیم پیروز آرژانتین در کوپا آمریکا ۲۰۲۱ بود که ۳ بازی در این مسابقات انجام داد.